# Televisão em Marrocos
A televisão no Marrocos chegava a 20% do total das residências do país, em 2011. A IPTV é oferecida pela Maroc Telecom. A televisão digital terrestre está se espalhando gradualmente, com 41 canais nacionais e estrangeiros. A emissora nacional SNRT pretende concluir a transição digital até 2015.
O Marrocos tem nove canais domésticos abertos: sete de propriedade do governo, um de propriedade privada e um de propriedade mista. A 2M TV começou como o primeiro canal terrestre privado em Marrocos, em 1989, no entanto, tornou-se um canal de propriedade mista, uma vez que 70% do seu capital foi comprado pelo governo. É de longe o canal mais visto em Marrocos, citado por 84% dos telespectadores. Medi1 TV (anteriormente Medi 1 Sat) é o canal privado, embora 50% de suas ações sejam de propriedade do setor público. Os outros sete canais são todos de propriedade do governo.
beIN SPORTS é o canal de TV por assinatura mais popular no Marrocos, respondendo por cerca de 65% do mercado local de TV por assinatura.

## Lista de canais
- Al Aoula
- Al Aoula HD
- 2M TV
- Arryadia
- Arryadia Live HD
- Arrabia
- Arrabia HD
- Al Maghribia
- Al Maghribia HD
- Assadissa
- Assadissa HD
- Aflam TV (TNT apenas)
- Tamazight
- Tamazight HD
- Medi 1 TV
- Medi 1 TV HD
- Laayoune TV
- Télé Maroc
- Chada TV
- Chada TV HD
- Al Ons TV